# East Godavari
East Godavari är ett distrikt i delstaten Andhra Pradesh i Indien. Administrativ centralort är Kakinada. Vid folkräkningen 2001 hade East Godavari 4 901 420 invånare. 3 749 535 av dessa bodde på landsbygden och 1 151 885 bodde i tätorter.

## Demografi
Av befolkningen i East Godavari är 65,48% läskunniga (70,00% av männen och 60,94% av kvinnorna).